# ألبانسكو
ألبانسكو هي بلدية تقع في مقاطعة سوريا، في منطقة قشتالة وليون، في إسبانيا. يبلغ عدد سكانها 98 نسمة وذلك حسب إحصاء السكان سنة 2004. تبلغ مساحتها 54 كم².